# NEL (gazociąg)

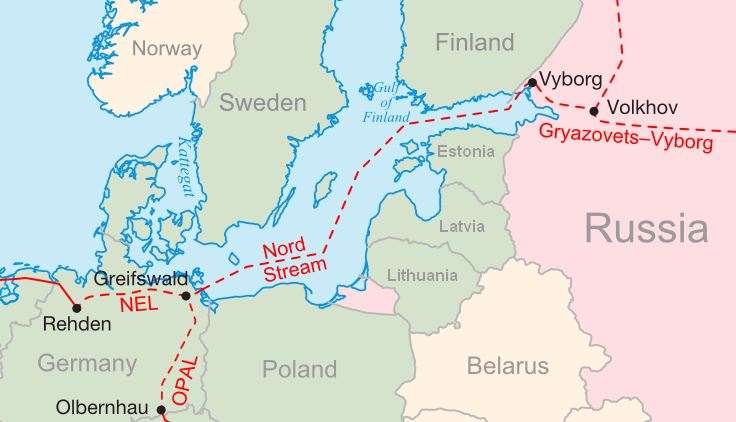
Gazociąg Nord Stream oraz jego odnogi: OPAL i NEL

NEL (skrót od Nordeuropäische Erdgasleitung, wcześniej Norddeutsche Erdgasleitung) – zachodnia odnoga rosyjsko-niemieckiego gazociągu Nord Stream (Gazociąg Północny) o długości ok. 440 km.
Gazociąg NEL oddano do użytku w październiku 2013 r. Przebiega on przez północne Niemcy (patrz mapka) od miejscowości Lubmin (niedaleko granicy z Polską), gdzie łączy się z Nord Stream oraz OPAL-em, aż do miejscowości Rehden. Zaopatruje w paliwo gazowe całe północne Niemcy (na poziomie 20 mld m sześc. gazu rocznie).
Wybudowanie nitki NEL pozwoliło na efektywniejsze wykorzystanie gazociągu Nord Stream i wzrost przesyłu gazu z 27 mld m³ w roku 2013 do 36 mld m³ w 2014 r.